# Historisches Rathaus (Lingen)

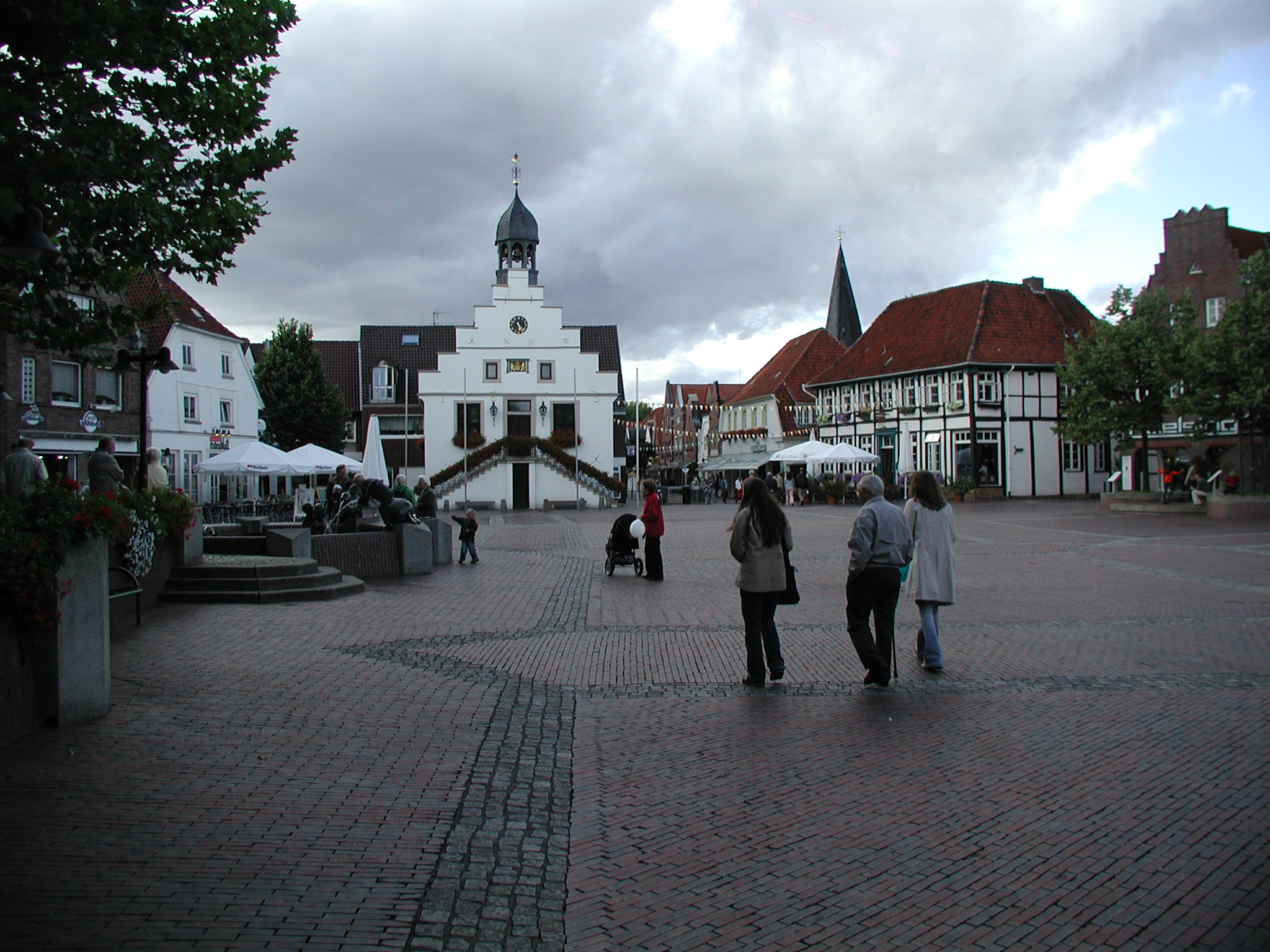

 Das historische Rathaus in Lingen an der Ems gilt als wichtigstes Wahrzeichen der Stadt und nimmt, obwohl selbst für Rathäuser seiner Zeit bemerkenswert klein, städtebaulich eine dominierende Stellung ein.

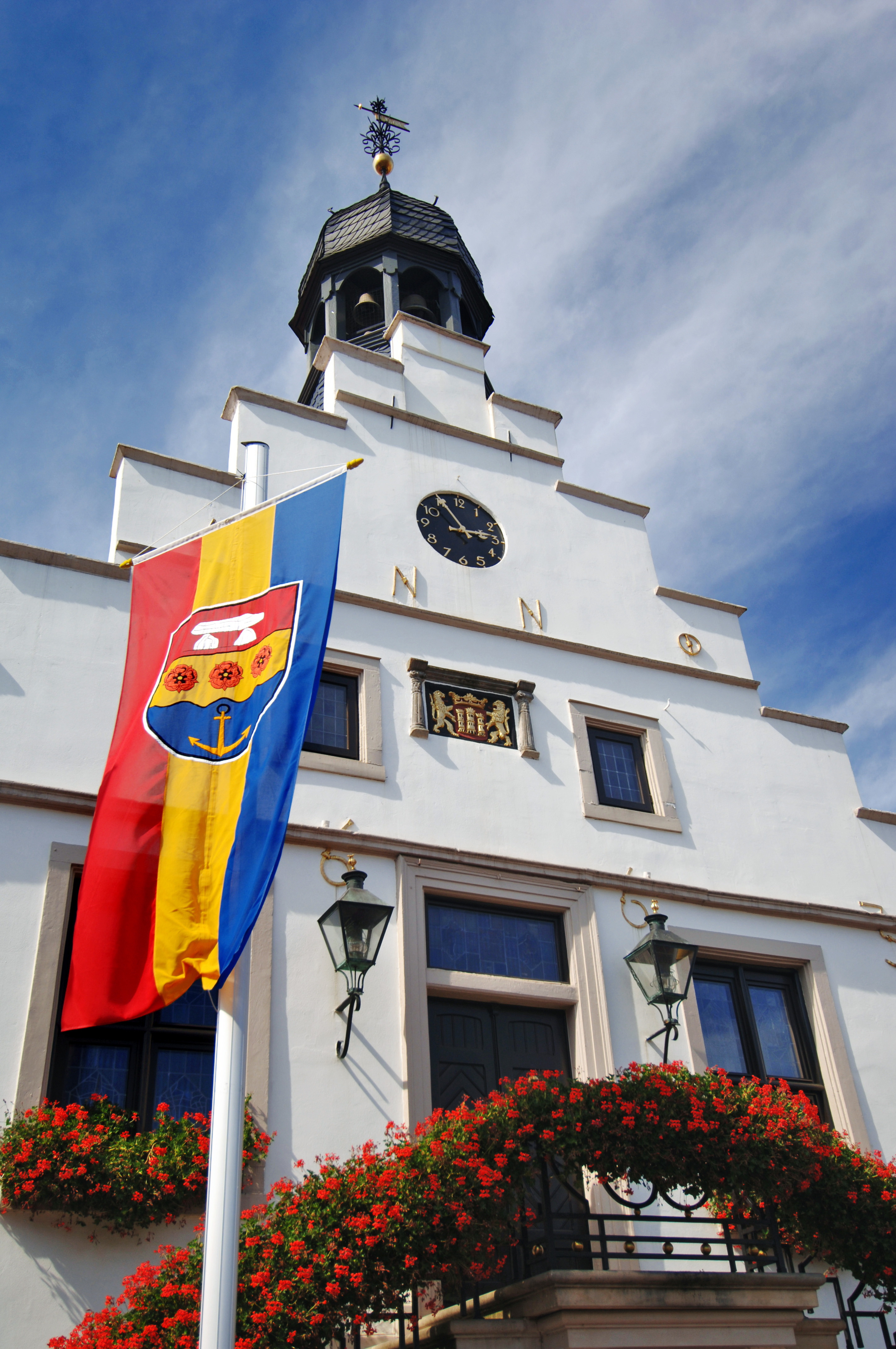

Das Gebäude wurde 1555 auf dem weitläufigen Lingener Marktplatz nordwestlich an exponierter Stelle errichtet, wo es an die dort einmündende Große Straße angrenzt. Mit einer Grundfläche von nur 104 Quadratmetern wurde es in knapp dreijähriger Bauzeit auf alten Fundamenten errichtet. Es wird angenommen, dass es sich dabei um einen Vorgängerbau aus dem 15. Jahrhundert handelt, der beim Stadtbrand von 1548 zerstört wurde.
Das Gebäude war von Anfang an als Putzbau angelegt und hebt sich auch aus diesem Grund von den in Nordwestdeutschland dominierenden Backsteinbauten ab. An Stelle der heutigen Freitreppe befand sich ursprünglich eine offene, von Sandsteinpfeilern getragene Gerichtslaube.
Als es im 17. Jahrhundert üblich wurde, dass Gerichte in geschlossenen Sälen tagten, wurde der Gerichtssaal in das Obergeschoss verlegt. Im Erdgeschoss wurde ein Wachlokal mit zwei Gefängniszellen eingerichtet sowie die Waage untergebracht. 1663 wurde das Gebäude umgebaut und erhielt eine repräsentative Freitreppe, auf der die Urteile verkündet wurden sowie einen neuen von der Treppe in das Gebäude führenden Haupteingang. 
Der barock gestaltete Treppengiebel stellt eine Verbindung zur niederländischen Renaissance her und hebt den Bau auch in dieser Richtung von den anderen Bauwerken der Lingener Altstadt ab.
Die Ankereisen in der Höhe des Hauptgesimses weisen mit der Jahreszahl 1663 auf diesen Umbau. Im Giebelfeld über diesem Eingang ist das Lingener Stadtwappen mit den drei Türmen zu sehen.
2001 wurde das Rathaus umfangreichen Umbau- und Sanierungsarbeiten unterzogen. Seither werden die Räumlichkeiten zu Empfängen und standesamtlichen Trauungen verwendet. Das Neue Rathaus befindet sich in der Elisabethstraße.

## Glockenspiel
Im Glockenturm befindet sich seit 1952 ein von den Kivelingen gestiftetes Glocken- und Figurenspiel.
Alle drei Jahre zu Pfingsten überreichen die Kivelinge aus Anlass des Kivelingsfestes den Bürgern der Stadt Lingen ein Geschenk. 1952 war es das Glockenspiel für das historische Rathaus. Zu Pfingsten 2002, also 50 Jahre später, wurde es von den Kivelingen um ein Figurenspiel erweitert. Zu sehen sind dabei der Trommler, das Kivelingskönigspaar, der Kommandeur, der Bürgermeister, der Fahnenträger, die Bürgertochter und der Kiveling.